# ALPZA
L'Associació Llatinoamericana de Parcs Zoològics i Aquaris (ALPZA) és una organització sense ànim de lucre formada per 75 membres distribuïts per més de 20 països. L'oficina executiva de ALPZA és a Santiago de Xile.

## Història
El gener de 1990, es va dur a terme el Primer Congrés Panamericà de Conservació de la Vida Salvatge a través de l'Educació, realitzat a Caracas, Veneçuela, i al qual van participar diversos professionals de zoològic. Stuart Strahl, llavors director per a Amèrica del Sud de la WCS (Wildlife Conservation Society) va suggerir la idea de crear una Associació Llatinoamericana de Zoològics i Aquaris. Mesos després, un grup de professionals experts en conservació, que treballaven en diferents zoològics i aquaris de Amèrica Llatina, es van reunir en al Parc Zoològic Nacional de República Dominicana, on van establir les bases del que avui és l'Associació. Van crear l'acta institucional i van triar a la primera Junta Directiva, el president de la qual va ser el Dr. Alfonso Ferreira.

## Membresia
Tots els zoològics i aquaris, associacions zoològiques, empreses i professionals de l'àrea poden ser membres de ALPZA sempre que compleixin amb els criteris exigits per l'Associació.

## Comitès
Actualment, ALPZA està composta per 7 comitès operatius: Acreditació i Ètica, Aquaris, Benestar Animal, Conservació, Enfortiment Organizacional, Maneig Cooperatiu d'Espècies i Educació.

## Programa de Certificació ALPZA per a projectes de conservació
A principis de 2012, ALPZA va llançar el seu programa de certificació, el qual reconeix l'excel·lència i alts estàndards de projectes de conservació duts a terme pels seus membres. A la data, cinc projectes han rebut aquest reconeixement per part del Comitè de Conservació de ALPZA. Aquests projectes són: Proyecto Tití Gris de ACOPAZOA a Colòmbia, Proyecto Cóndor Andino del Zoològic de Buenos Aires a Argentina, el Programa de conservación Scinax alcatraz de la Fundació Zoològica de São Paulo a Brasil, el proyecto Reserva Natural Osununú de Fundació Temaikèn a Argentina i recentment el 'Proyecto Tití' enfocat a la conservació del tití de cap de cotó a Colòmbia.

## Relacions internacionals
ALPZA és membre de l'Associació Mundial de Zoos i Aquaris (WAZA) i de l'Associació Europea de Zoos i Aquaris (EAZA) amb la qual des de 2005 comparteix un memoràndum d'enteniment.
Addicionalment ALPZA manté co-membresíes i aliances amb importants associacions regionals, entre elles Societat de Zoològics i Aquaris de Brasil (SZB), Societat Paulista de Zoològics (SPZ), Associació Colombiana de Parcs Zoològics i Aquaris (ACOPAZOA), Associació Veneçolana de Zoològics i Aquaris (AVZA), Associació de Zoològics i Aquaris de Mèxic (AZCARM) i Associació Ibèrica de Zoos i Aquaris (AIZA).
ALPZA també comparteix cofiliació amb Species360 i treballa en contacte amb la divisió Grup d'Especialistes en Conservació i Reproducció (CBSG) de la Unió Internacional per a la Conservació de la Natura (UICN).